# 杜氏吸口魚
杜氏吸口魚（學名：Moxostoma duquesnei），為輻鰭魚綱鯉形目亞口魚科的其中一種，為溫帶淡水魚，分布於北美洲加拿大安大略省五大湖下游至美國紐約州至明尼蘇達州南至阿拉巴馬州北部、奧克拉荷馬州東部的密西西比河流域、喬治亞州、阿拉巴馬州與田納西州東南方的上游與中游的摩比灣流域，本魚體延長且側扁，背部略微拱起，頭部圓鈍，嘴位於吻部的下側，下唇較厚，身體呈銀藍色，背部灰色或棕色，腹部銀色或白色，鱗片有深色邊緣，在繁殖季節，雄魚的體側有深色條紋和橙色或粉紅色斑塊，並在尾鰭上形成繁殖結節
，體長可達51公分，體重可達1公斤，壽命可達10年，棲息在礫石或沙石底質中小型河川、深潭及湖泊底層水域，以小型甲殼類動物、水生昆蟲、有機碎屑和藻類為食，繁殖期在春天。